# CE Principat
Club Esportiu Principat je nogometni klub iz Andore osnovan 1987., iz grada Andorra la Vella.

## Osvojeni trofeji
- Campionat de Lliga: 3

1997., 1998., 1999.
- Copa Constitució: 6

1994., 1995., 1996., 1997., 1998., 1999.

## Europski nastupi
| Sezona    | Natjecanje | Kolo       | Zemlja | Klub            | Domaći | Gost | Ukupno |
| --------- | ---------- | ---------- | ------ | --------------- | ------ | ---- | ------ |
| 1997./98. | Kup UEFA   | 1.pretkolo |        | Dundee United   | 0-8    | 0-9  | 0-17   |
| 1998./99. | Kup UEFA   | 1.pretkolo |        | Ferencvárosi TC | 1-8    | 0-6  | 1-14   |
| 1999./00. | Kup UEFA   | 1.pretkolo |        | Viking FK       | 0-11   | 0-7  | 0-18   |

## Vanjske poveznice
- Službena stranica
- Principat na uefa.com
- Principat na Weltfussball.de
- Principat na Playerhistory.com
- Principat na Football-Lineups.com